# جان فوربس
جان فوربس (انگلیسی: John Forbes؛ ۱۷ ژوئیه ۱۷۱۴ – ۱۰ مارس ۱۷۹۶) افسر نیروی دریایی پادشاهی بریتانیا و سیاستمدار بود. پس از شرکت در یک سفر به لیسبون برای حمایت از پرتغالی‌ها در مواجهه با تهدید اسپانیا، او به عنوان کاپیتان کشتی درجه سه نورفولک در نبرد تولون در طول جنگ جانشینی اتریش، وارد عمل شد. او یکی از معدود کاپیتان‌هایی بود که واقعاً دشمن را شکست داد.
فوربس به عنوان کمیسر ارشد نیروی دریایی در دولت‌های متوالی خدمت کرد. در آن نقش، او به غیرقانونی بودن حکم اعدام معاون دریاسالار جان بینگ متقاعد شد و از امضای حکم اعدام بینگ خودداری کرد. او همچنین به عنوان نماینده مجلس از سنت جانستاون و سپس به عنوان نماینده مجلس از مولینگار در پارلمان ایرلند خدمت کرد.